# WIMA (Kondensatorhersteller)
Die WIMA-Gruppe ist ein deutscher Hersteller von passiven elektronischen Bauelementen, speziell von Kunststoff-Folienkondensatoren, Papier-Funkentstörkondensatoren und Doppelschicht-Kondensatoren. Die WIMA-Gruppe besteht aus den Firmen WIMA Spezialvertrieb elektronischer Bauelemente GmbH & Co. KG mit Sitz in Mannheim, der WIMA Kondensatorenfabrik Westermann GmbH & Co. KG mit Sitz in Aurich und der WIMA Innovations GmbH & Co. KG mit Sitz in Berlin. Alle Firmen befinden sich im Besitz von Wolfgang Westermann.
Auf dem Gebiet der Folienkondensatoren für professionelle Anwendungen gilt WIMA als Weltmarkt-Führer.
Das Akronym WIMA stammt entweder von WIlhelm WesterMAnn oder von WIlhelm Westermann, MAnnheim ab.

## Gründung
Das Unternehmen wurde im Jahre 1948 in Unna von Wilhelm Westermann gegründet. Nach der Gründung des Unternehmens gelang es Wilhelm Westermann, seine Firma insbesondere dank des explosionsartigen Wachstums der Rundfunk- und Fernsehindustrie im Nachkriegsdeutschland innerhalb weniger Jahre neben den Firmen Siemens, Roederstein und Valvo als einen der führenden Hersteller von Kondensatoren zu etablieren.

## Entwicklung
Insbesondere die enge Zusammenarbeit des Gründers mit Max Grundig trug dazu bei, in den Nachkriegsjahren die Unterhaltungselektronik als Massenprodukt in Europa zu etablieren und die damalige Vormachtstellung Deutschlands in diesem Bereich zu begründen und auch voranzutreiben. Nahezu alle bekannten Hersteller der Rundfunk- und Fernsehindustrie wie Grundig, Telefunken, SABA, Nordmende, Loewe, Metz,  Philips und Dual verbauten WIMA-Kondensatoren in ihren Geräten. 

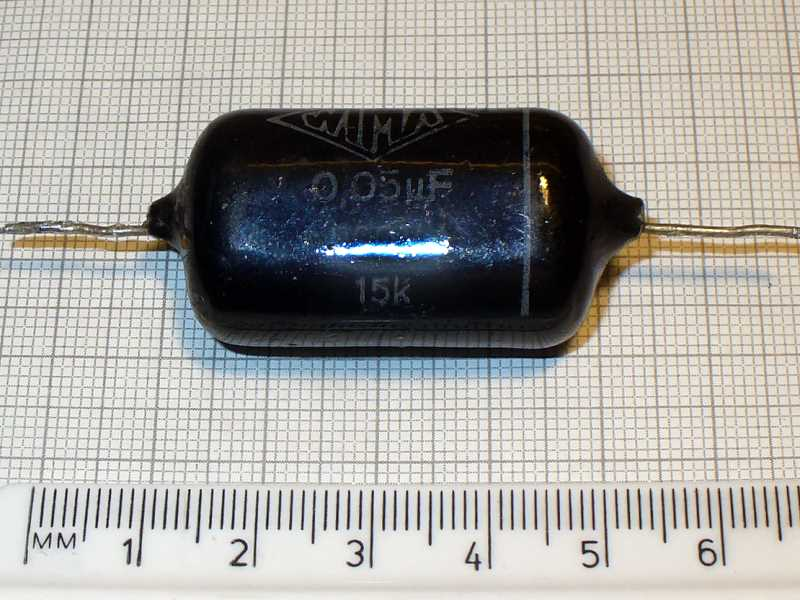
Typischer WIMA-Kondensator der 1950er Jahre

Mit damals neuartigen Herstell- und Umhüllungstechniken wurden besonders die lackierten, bräunlichen „Wima-Karamell-Bonbons“ zum Synonym für Folienkondensatoren. Später, in den 1970er Jahren, brachte WIMA erstmals radiale gebecherte Folienkondensatoren im Rastermaß 5 mm für die automatisierte Bestückungstechnik auf den Markt und lieferte mit dieser Entwicklung einen bedeutenden Beitrag zur kostengünstigen Gerätefertigung. 

## Ab 1980er Jahre
Seit dem Tode von Wilhelm Westermann im Jahre 1981 wird die Unternehmensgruppe WIMA von dessen Sohn Wolfgang Westermann als Alleininhaber geleitet. Wolfgang Westermann studierte Elektrotechnik in Karlsruhe und München mit Abschlüssen als Diplom-Ingenieur und Diplom-Wirtschaftsingenieur. Er forcierte die technologische Weiterentwicklung der Folienkondensatoren und stellt regelmäßig, z. B. in der Fachpresse, neue Produkte und Technologien vor. 
Mit dem Rückgang der Unterhaltungselektronik-Fertigung in Europa ab Ende der 1980er Jahre gelang es WIMA, das Produktspektrum dem wachsenden industriellen und professionellen Markt anzupassen. Parallel zur Entwicklung von Schalt-Transistoren und Thyristoren im Halbleiterbereich entwickelte das Unternehmen u. a. spezielle Snubber- und GTO-Folienkondensatoren für den wachsenden Bedarf der Leistungselektronik. Dadurch konnte WIMA neue Märkte erschließen, um passive Bauelemente aus Deutschland weltweit exportieren zu können.

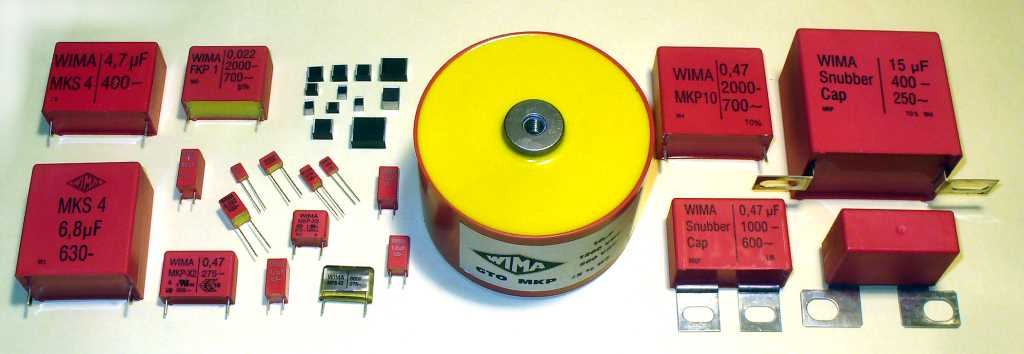
WIMA-Folienkondensatoren

Das Unternehmen tritt heutzutage als Qualitätsführer in der Kondensator-Branche auf, was regelmäßig durch entsprechende Kundenbewertungen, Auszeichnungen und Zertifizierungen belegt wird. Sinnbild dieser Philosophie ist der Slogan: „Qualität wird gefertigt und kann nicht in ein Produkt hineingeprüft werden.“
Im Sinne des Umweltschutzes setzt WIMA auf wiederverwertbare Werkstoffe und auf die Reduktion von Verpackungsmaterial. In allen Fertigungsstätten ist ein Energie- und Wasser-Wiedergewinnungssystem zur effizienten Nutzung und Schonung der Ressourcen installiert.

WIMA-Werk in Unna
WIMA-Werk in Aurich
WIMA-Werk in Berlin
WIMA-Vertrieb Mannheim

Der Hauptsitz des Unternehmens ist in Mannheim. Hier sind der Vertrieb und das Zentrallabor angesiedelt. In den Fertigungsstandorten in Aurich und Unna werden Kunststoff-Folienkondensatoren und Funk-Entstör-Papierkondensatoren hergestellt. In Berlin ist das F&E-Zentrum sowie die Fertigung der Supercaps (Doppelschicht-Kondensatoren) angesiedelt. Das Unternehmen beschäftigt etwa 350 Personen.

Einige
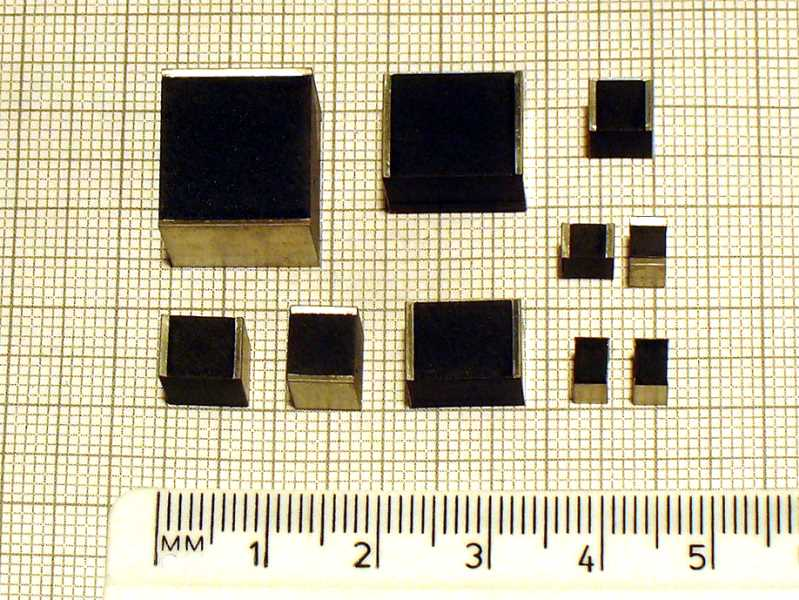
Metallisierte Polyester Folienkondensatoren für die Oberflächenmontage
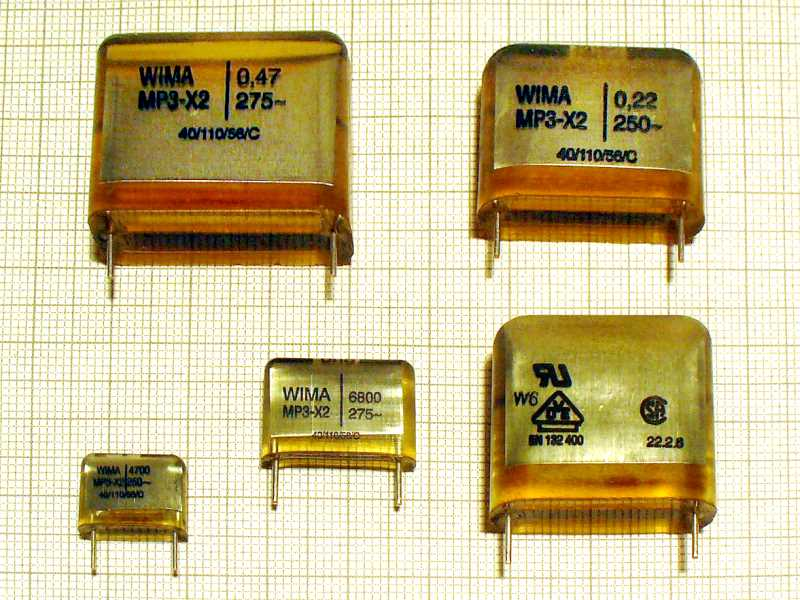
X2-Metallpapier-Entstörkondensatoren mit den entsprechenden Sicherheitszeichen
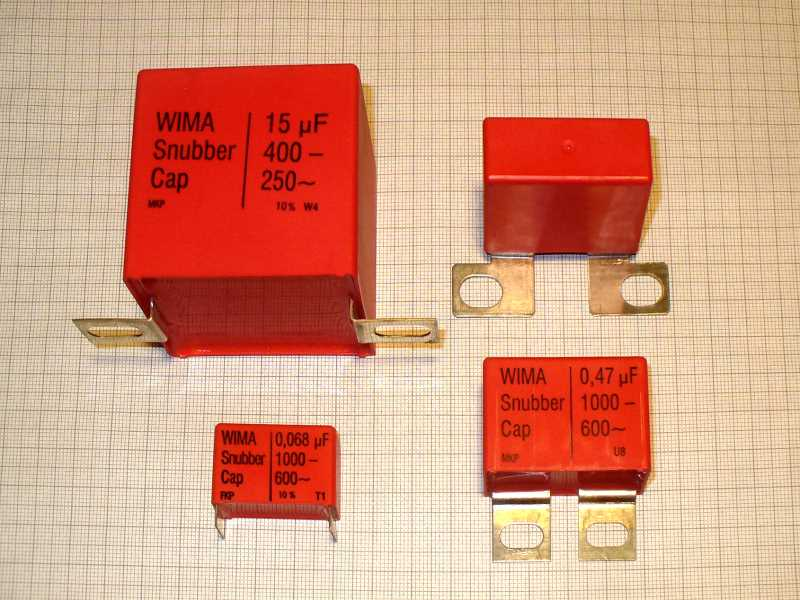
Polypropylen-Snubber-Kondensatoren mit  Flachanschlüssen für höchste Strombelastbarkeit
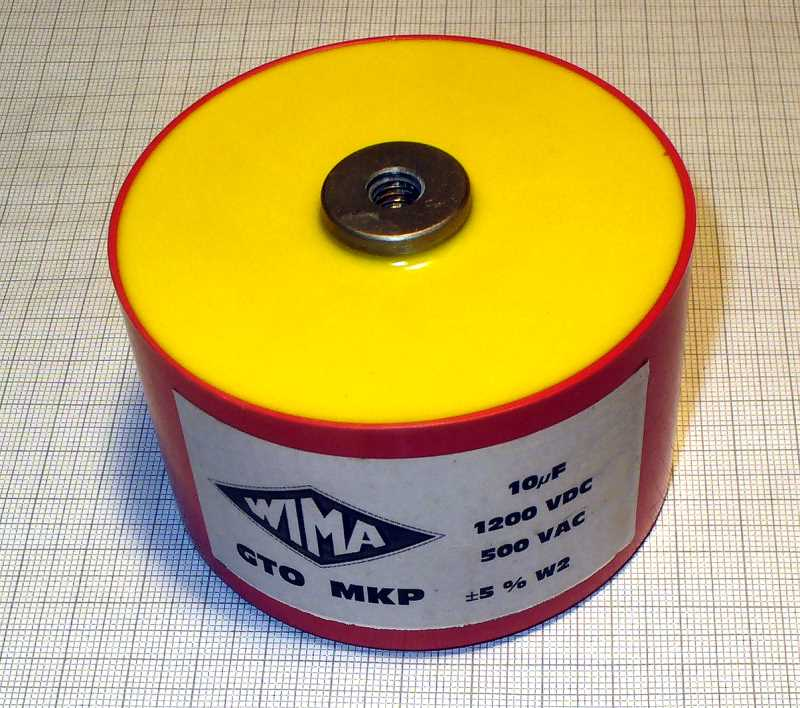
Polypropylen-GTO-Kondensatoren für  besonders stoß- und vibrationsfeste Anwendungen